# Lotus Esprit
Pour les articles homonymes, voir Lotus et Esprit (homonymie).
La Lotus Esprit est une voiture de sport GT du constructeur automobile britannique Lotus. Elle est dérivée d'un concept car Italdesign présenté au salon de l'automobile de Turin de 1972, avec moteur central, fabriquée à 10 675 exemplaires en vingt-quatre variantes, de 1976 à 2004, une des voitures de sport les plus longtemps fabriquées de l'histoire de la construction automobile de série.

## Histoire et évolution
L'Esprit est conçue comme un dérivé agrandi et plus sportif des précédentes Lotus Europa de 1966 et Lotus Éclat (en) de 1975. Elle reprend le principe du châssis-poutre élargi à l'arrière pour recevoir le moteur Lotus 2 litres 16 soupapes de 160 ch type Lotus 907 (en). Ce moteur, le premier de conception 100 % Lotus, est inauguré en 1972 sur le cabriolet anglais Jensen-Healey (en). La boîte de vitesses est fournie par Citroën (SM).

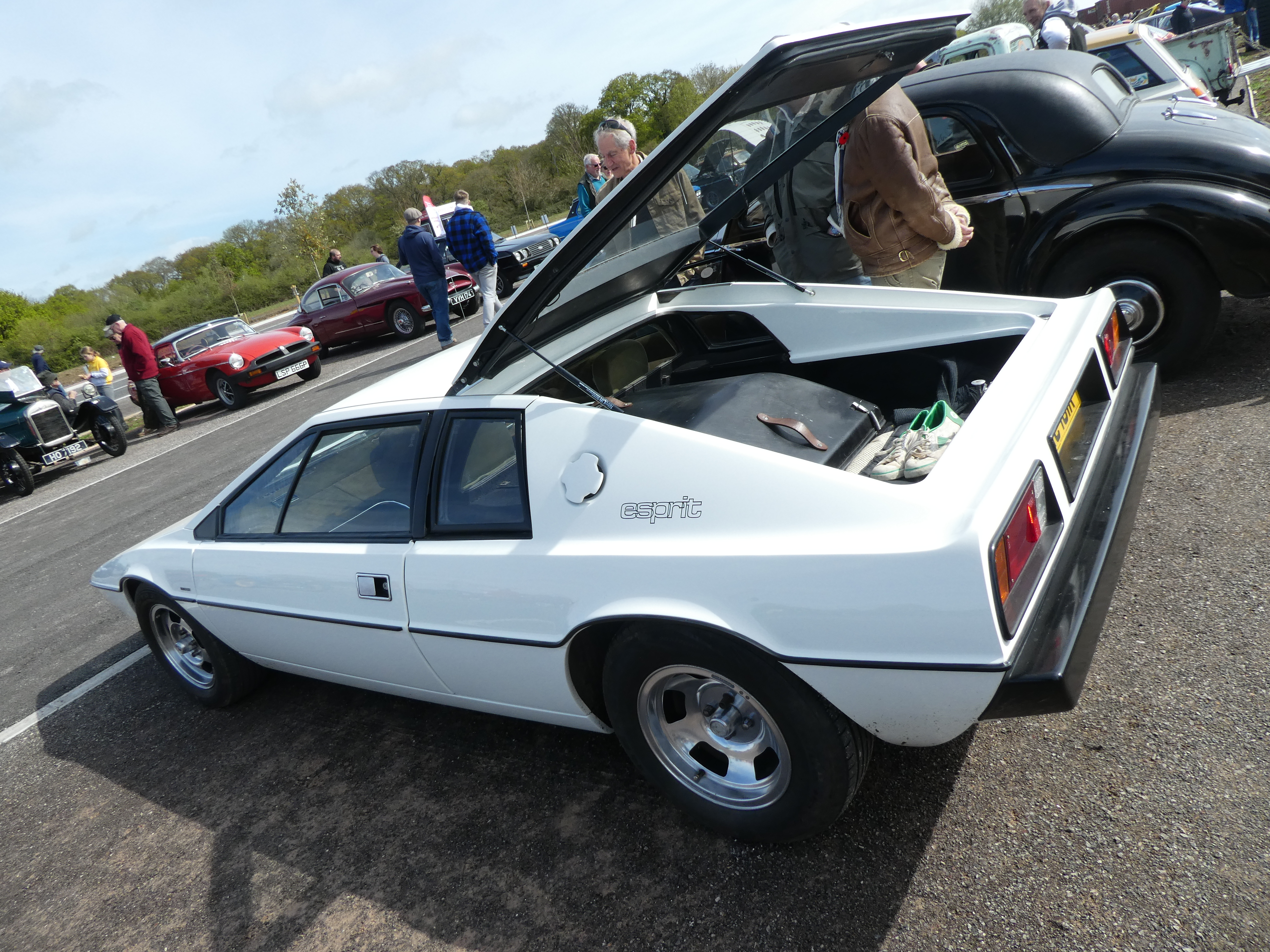
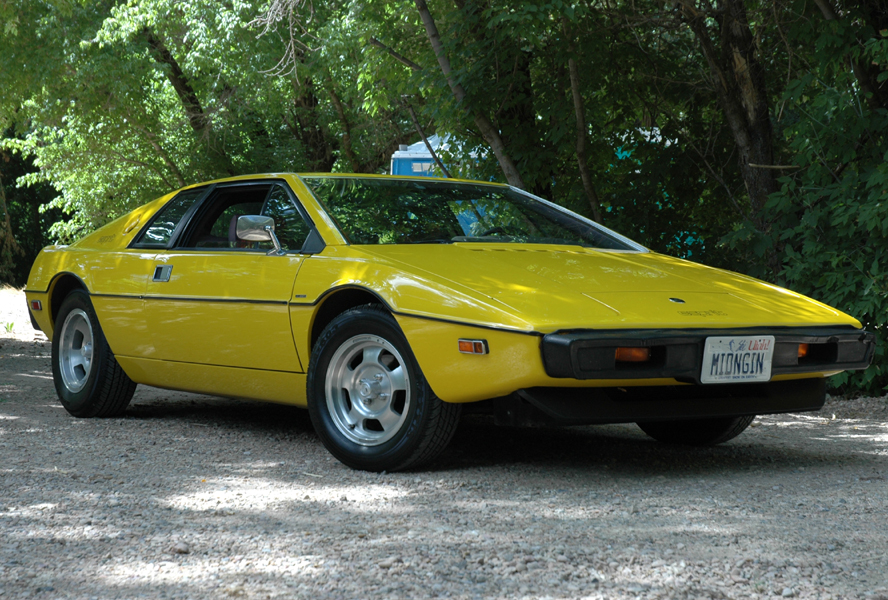

Le design de sa carrosserie en fibre de verre et kevlar à phare escamotable, du designer Italdesign Giorgetto Giugiaro, est inspiré entre autres des Alfa Romeo Carabo (1968), Lancia Stratos Zero (1970), De Tomaso Pantera (1971), Maserati Boomerang (1972), Matra-Simca Bagheera (1973), Lamborghini Urraco (1973), et Lamborghini Countach (1974), ou Maserati Khamsin (1974)... Toutes les Esprit sont assemblées artisanalement, soit environ 560 heures de travail, avec plus de 80 % des pièces produites par Lotus.

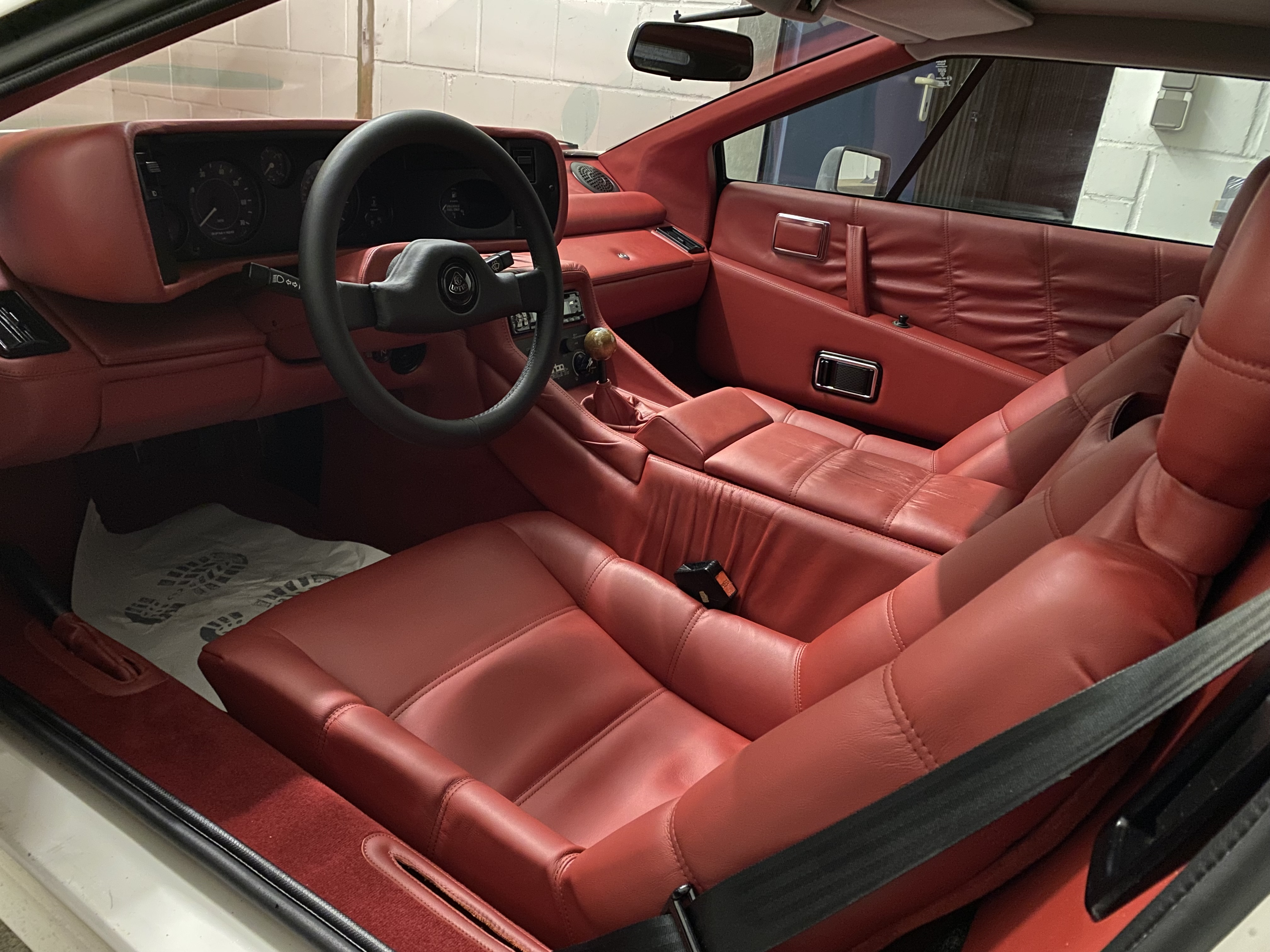
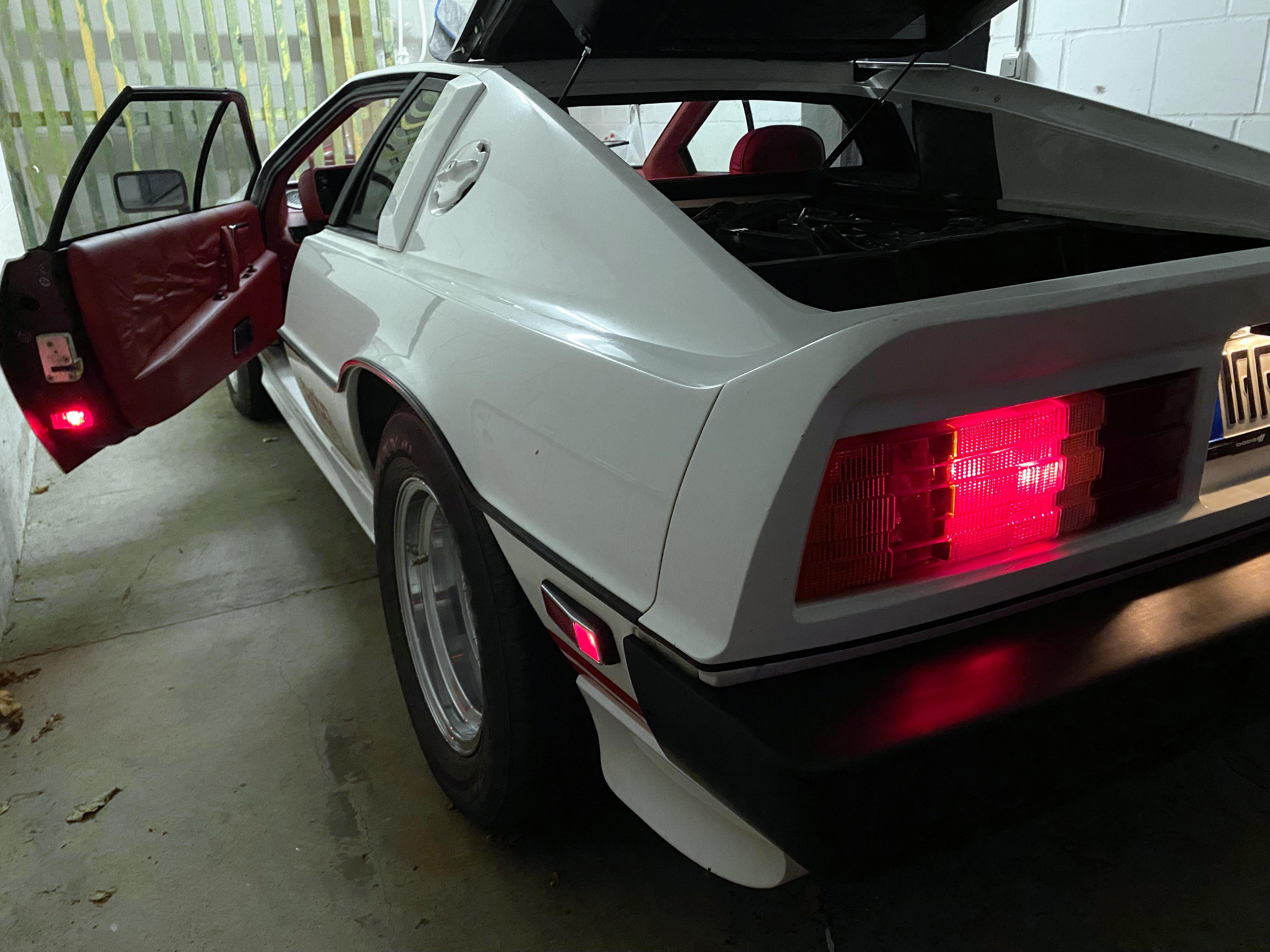

Bien que destinée à l'origine pour un usage exclusif à Colin Chapman, l'Esprit devint l'atout commercial de Lotus pour rivaliser avec les Porsche 911 et Ferrari 308 de l'époque. La première version porte ultérieurement la désignation « S1 » (série 1). Son design, très proche de celui du concept car d'ItalDesign, est d'une grande pureté, et se distingue entre autres des séries suivantes par un « spoiler » avant séparé, l'absence d'écopes latérales, et la présence de feux arrière empruntés à la Fiat X1/9.

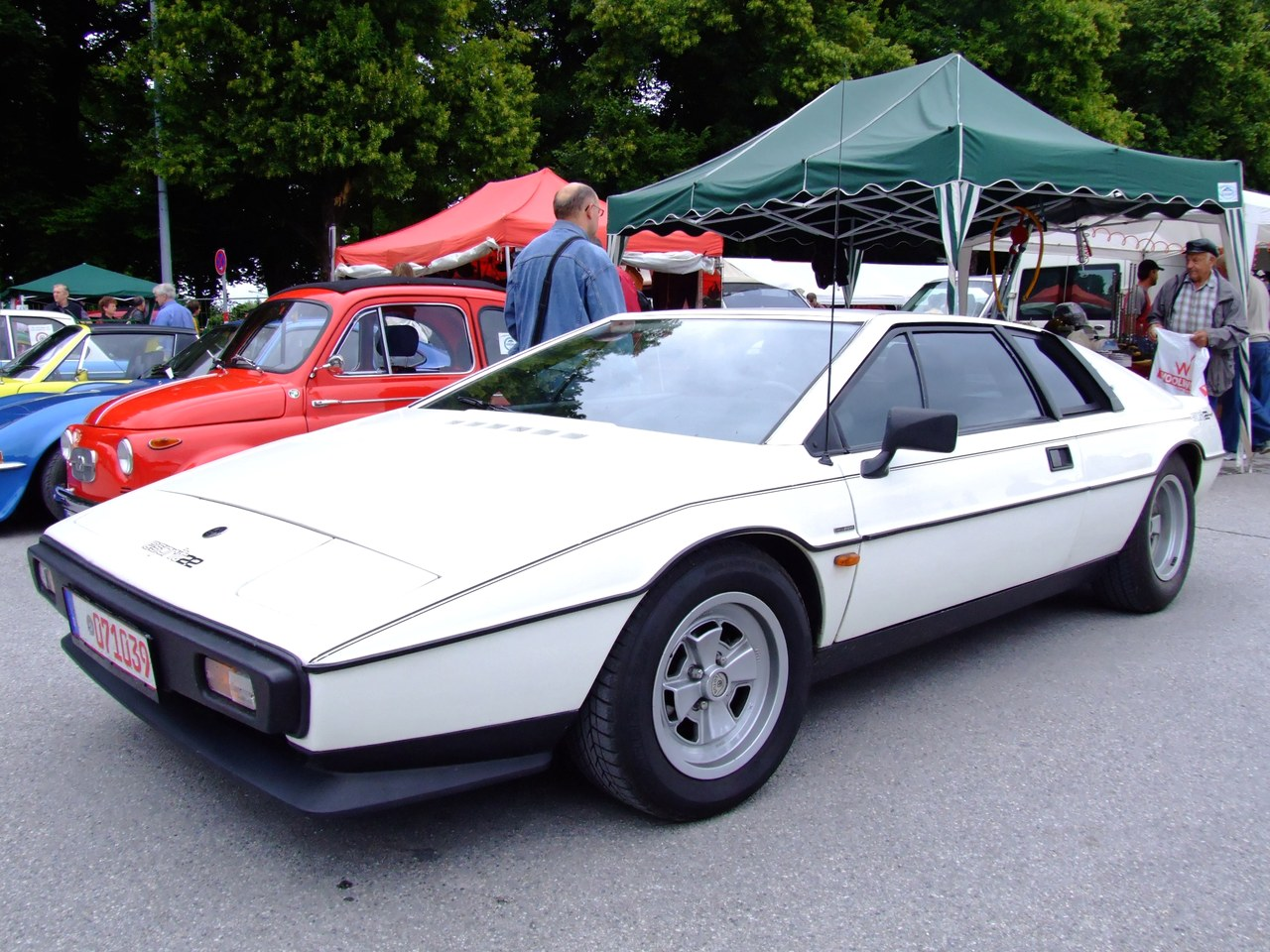
Lotus Esprit S2.

Le moteur évolua alors, sa cylindrée portée à 2 174 cm3, pour gagner en couple, la puissance restant inchangée (S2). Les feux arrière sont repris à la Rover SD1 et le spoiler avant est intégré au pare-chocs. Les défauts de jeunesse (refroidissement insuffisant du moteur, mécanique très présente dans l'habitacle…) sont peu à peu éliminés, tandis que les performances, jugées à l'origine tout juste acceptables au regard de l'agressivité de la ligne, progressent, notamment avec l'arrivée d'une version Turbo (2 174 cm3 développant 210 ch soit 154 kW, de 0 à 100 km/h en moins de 6 s), en hommage au titre constructeur acquis en F1 avec au total sept titres de champion du monde pour le Team Lotus. Avec la version S3, l'acheteur aura le choix entre le moteur atmosphérique et le moteur suralimenté, équipant une voiture homogène et fiabilisée. Puis vint une version HC (High Compression) qui atteint 240 ch (177 kW) en turbo et 180 ch (132 kW) en atmosphérique. L'injection est apparue autour de ces versions.

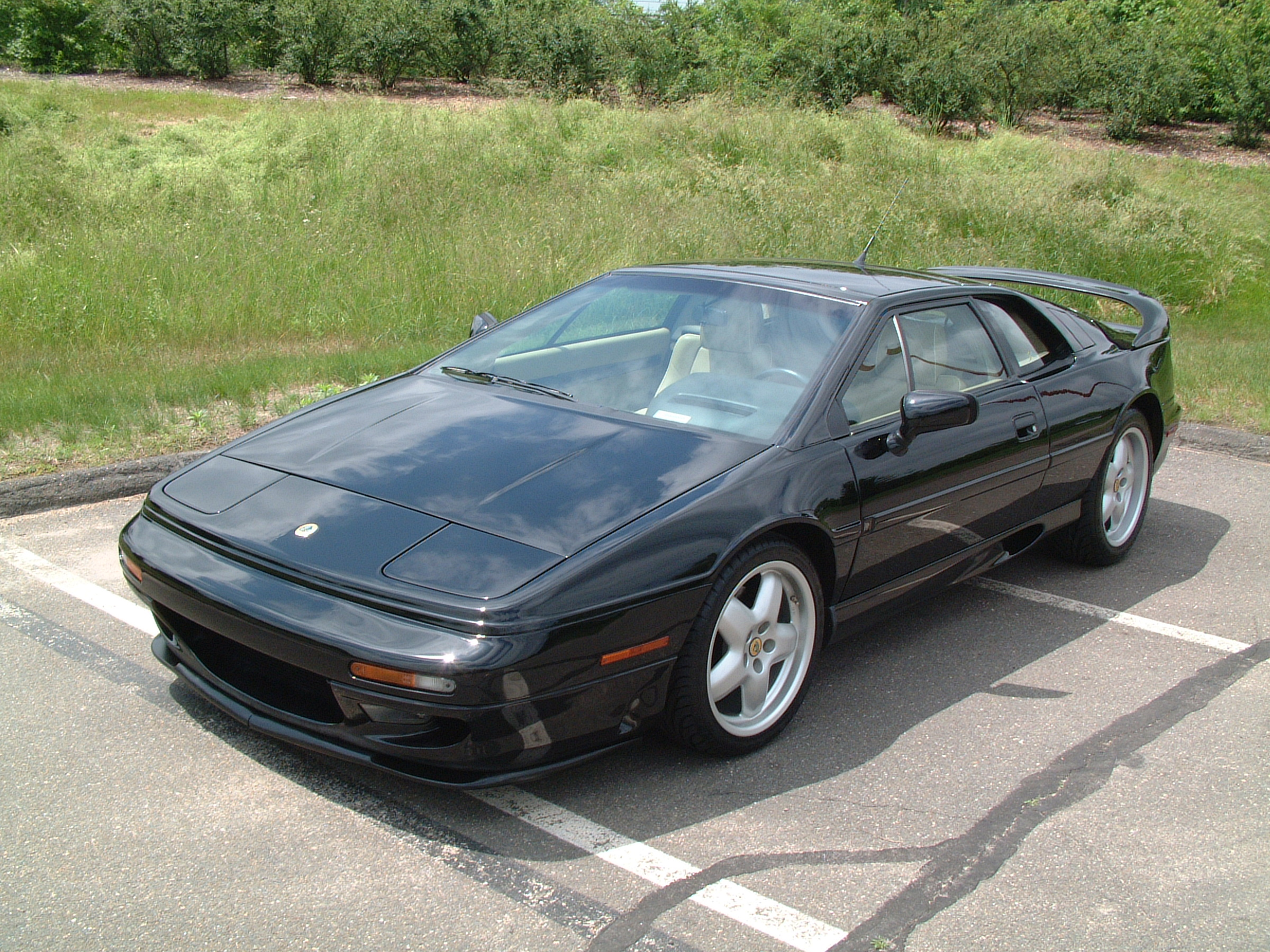
Lotus Esprit S4 (1994).

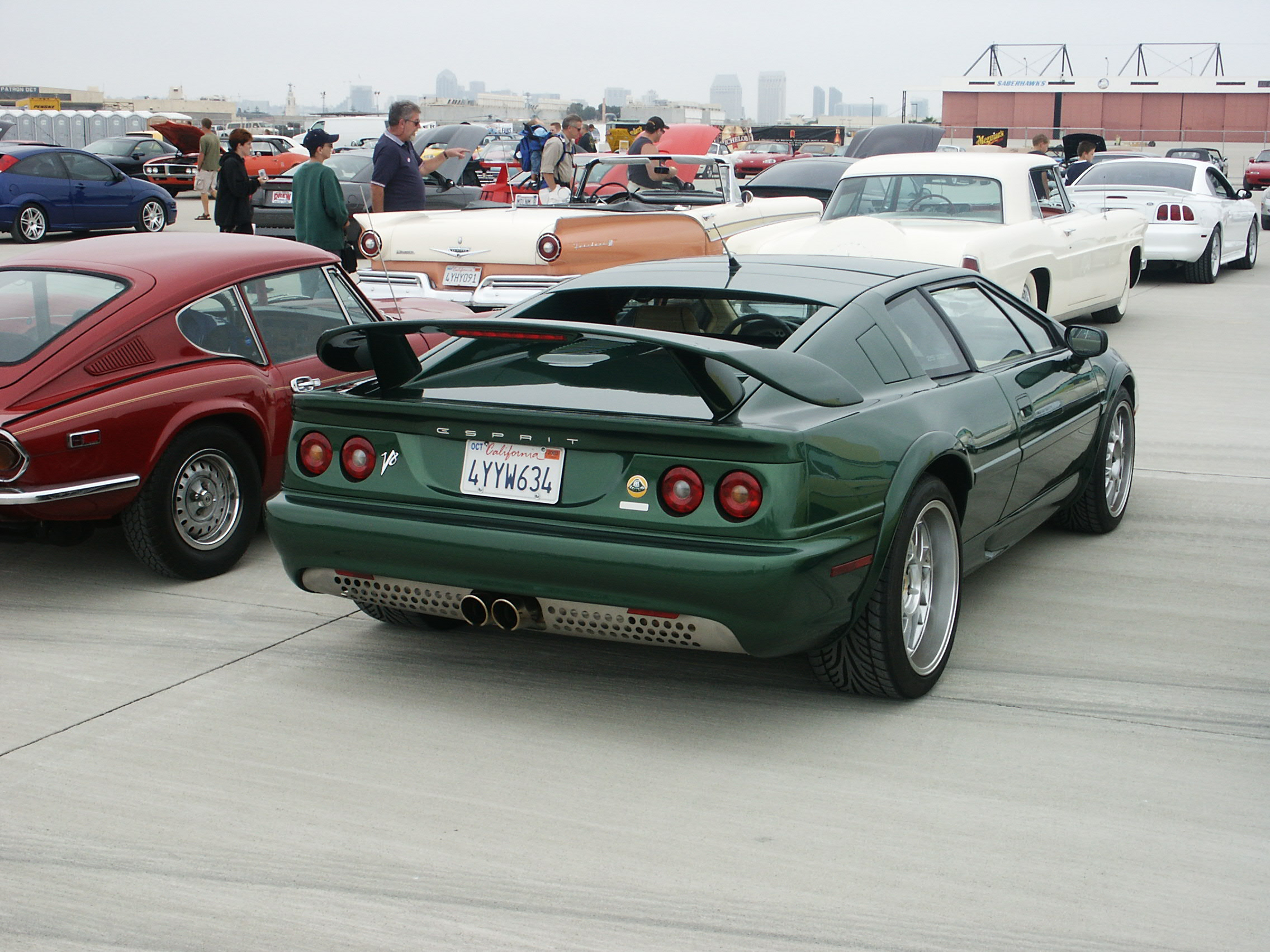
Lotus Esprit V8.

Le style fut repris en 1988 par le designer Lotus Peter Stevens, arrondissant le style de Giugiaro. Dès lors, l'Esprit recevra une boîte Renault. En 1989 sortit la version SE, avec un 2 174 cm3 au turbo refroidi par eau de 264 ch (194 kW) et bénéficie d'un système Overboost permettant une puissance de 286 ch. Un aileron arrière fera alors son apparition pour renforcer l'appui aérodynamique, devenu impératif avec les très hautes vitesses que l'Esprit pouvait dorénavant atteindre sur circuit. La puissance du moteur sera ensuite portée à 300 ch (221 kW) avec la X180-R qui s'illustra brillamment dans les compétitions aux États-Unis et donna une série limitée Sport 300 produite jusqu'en 1995 à 64 exemplaires numérotés. En 1994 apparut une évolution S4 qui fut produite jusqu'en 1995, bénéficiant de la direction assistée et d'un développement aérodynamique de l'effet de sol dont l'inventeur était Colin Chapman. La S4S a été l'ultime version sport de l'Esprit avec 298 ch (219 kW). Les ultimes modifications sur le moteur 2,2 l portant sur l'alimentation furent faites sur les dernières S4 et S4S. Pour répondre aux attentes du marché américain, elle fut ensuite équipée d'un moteur V8 « maison » biturbo de 3 500 cm3, développant 350 ch (257 kW). Le quatre cylindres fut alors redescendu à 2 000 cm3 pour 240 ch (177 kW) avant de disparaître du catalogue en 1999.

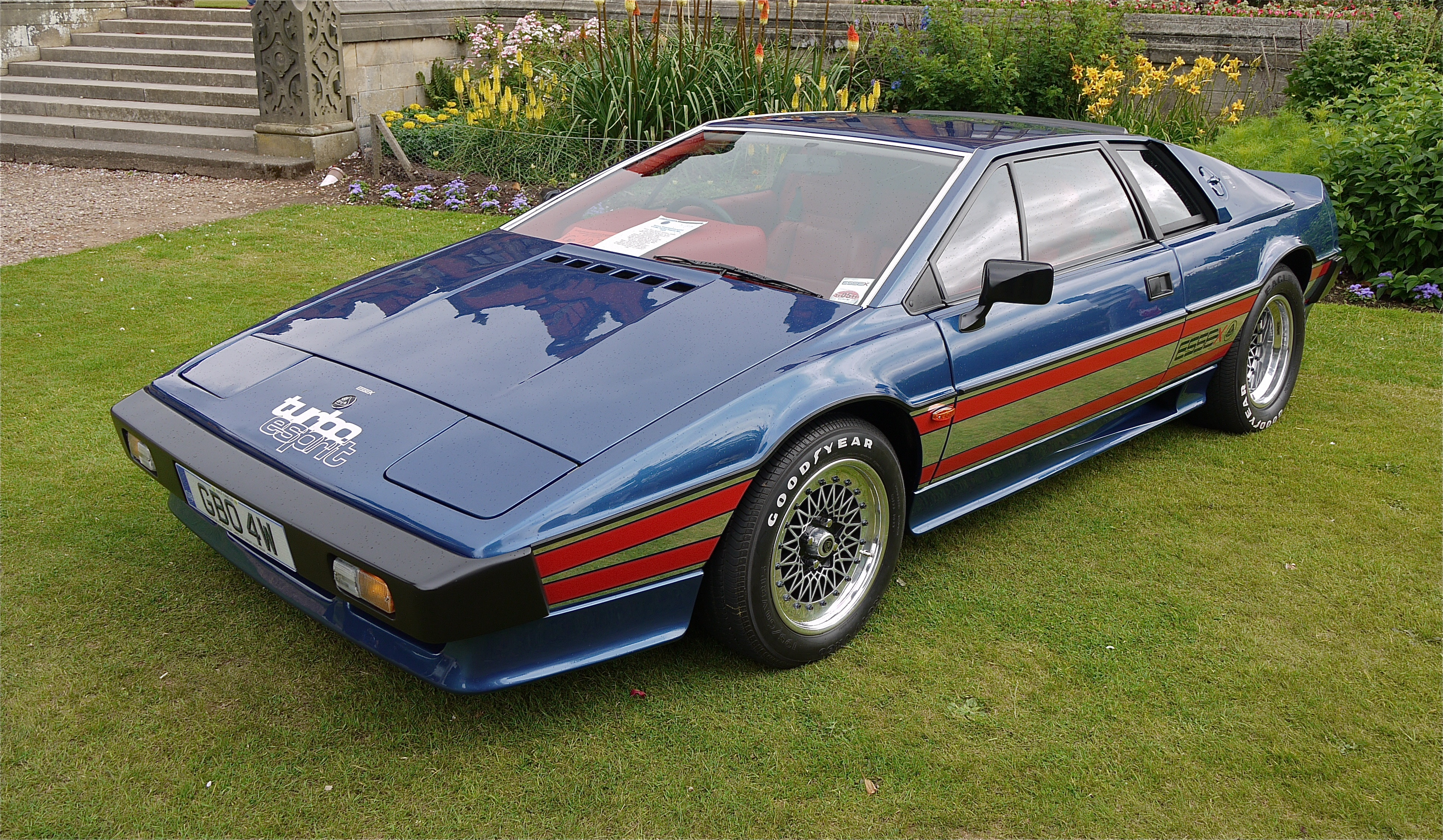
Lotus Esprit Turbo (1980).
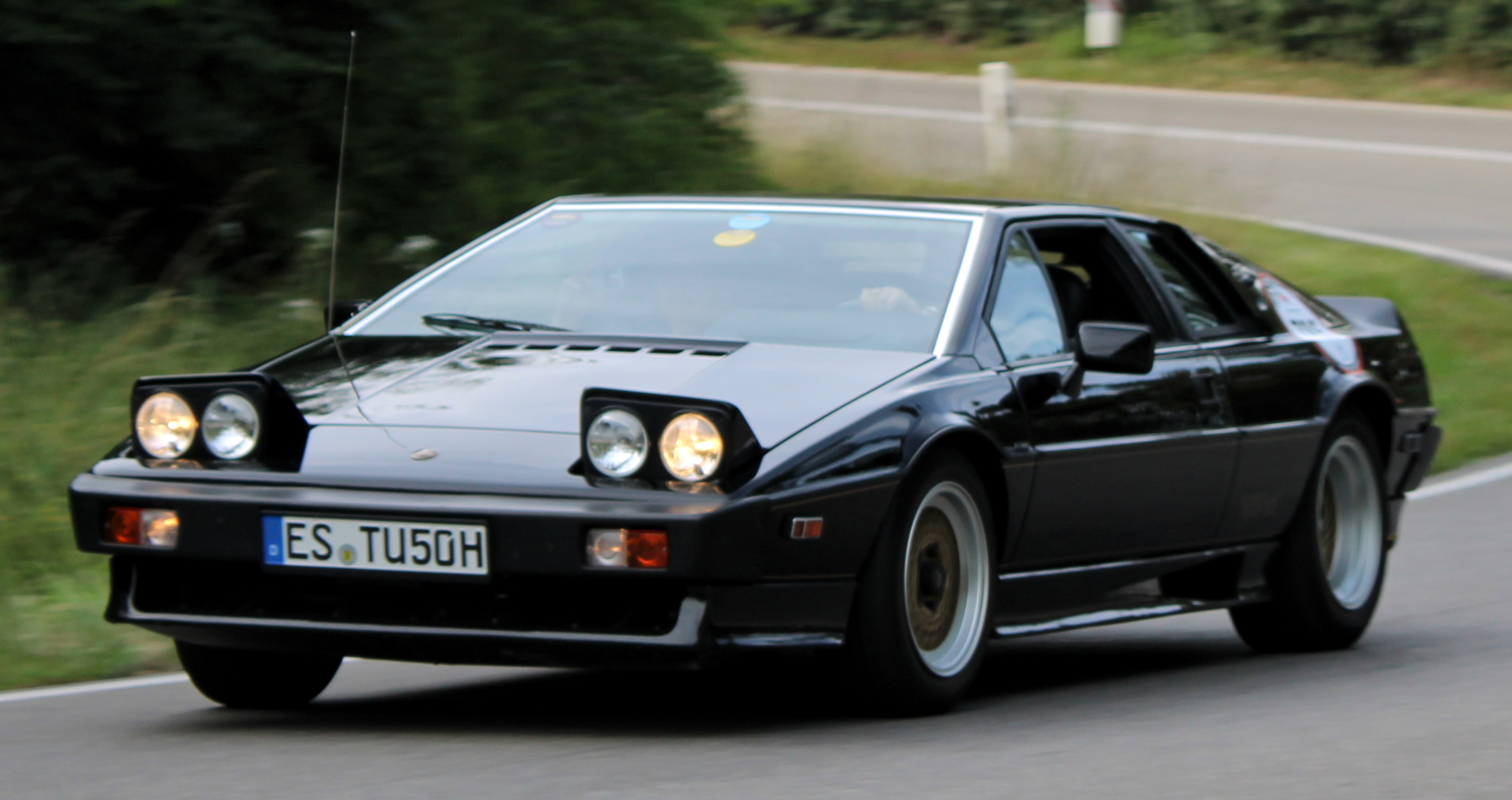
Lotus Esprit S3 Turbo (1980).
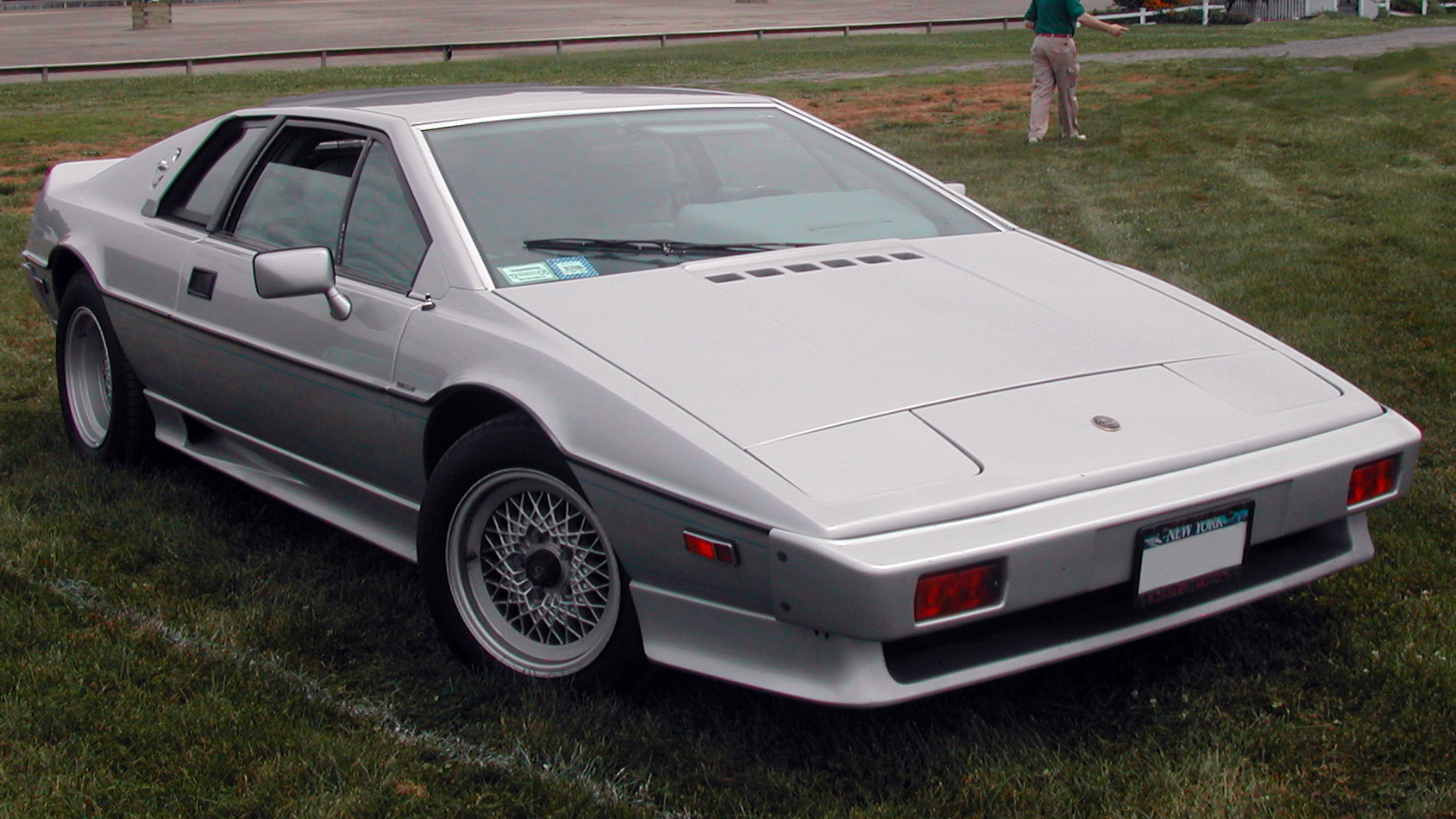
Lotus Esprit HC (1987).
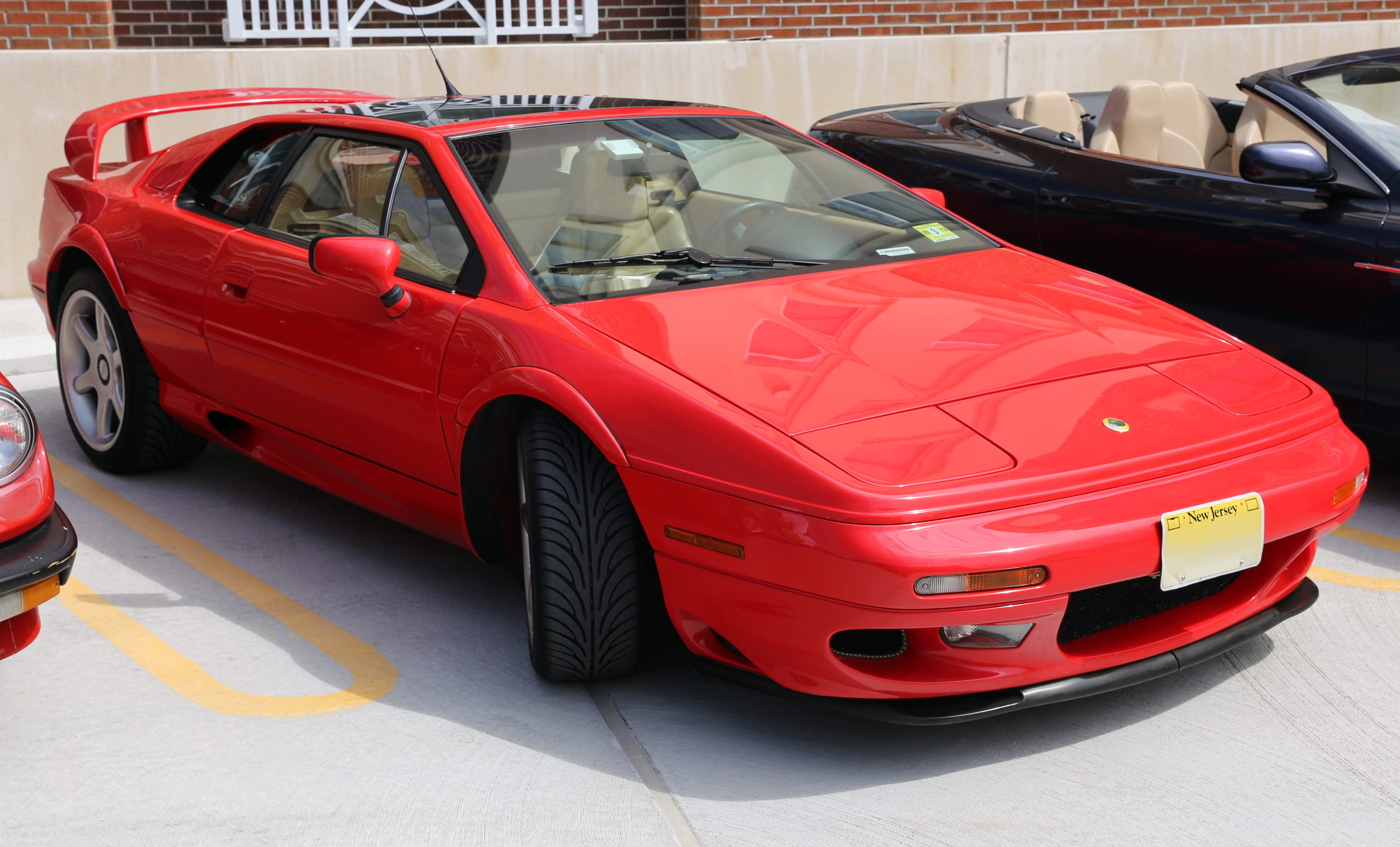
Lotus Esprit V8 (1996).

## Chronologie
- 1952 : Fondation de la marque Lotus par Colin Chapman.
- 1971 : Au milieu de l'année, Colin Chapman commande une étude à Italdesign pour une berlinette GT à moteur central arrière.
- 1972 : En mars, au salon de Genève, la Jensen-Healey (en) dispose en première mondiale du moteur Lotus 907 (en). En novembre, au salon de Turin, Italdesign présente le premier prototype de la future Lotus Esprit.
- 1975 : Au salon de Paris, en septembre, Lotus dévoile sa toute nouvelle Lotus Esprit S1 (moteur 4 cylindres 2 L 16 s tout alu 160 ch).
- 1991 : Lotus lance sur le marché italien une Lotus Esprit SE avec un moteur à la cylindrée réduite à 2 L (type 920).
- 1996 : Lotus présente sa nouvelle auto dotée d'un moteur V8 biturbo maison : l'Esprit V8. La Lotus S4S est commercialisée : il s'agit d'une version proche de la Sport 300 avec l'allure et le look de la S4.
- 1996 : En octobre, présentation au salon de Paris de l'Esprit GT3.
- 1997 : Commercialisation de la Lotus Esprit GT3, une version 4 cylindres 2 L plus « économique » à prix étudié. Présentation spécifique avec « strippings » GT3.
- 1998 : Présentation de la Lotus Esprit V8 SE

- 1999 : Arrêt de la version GT3.

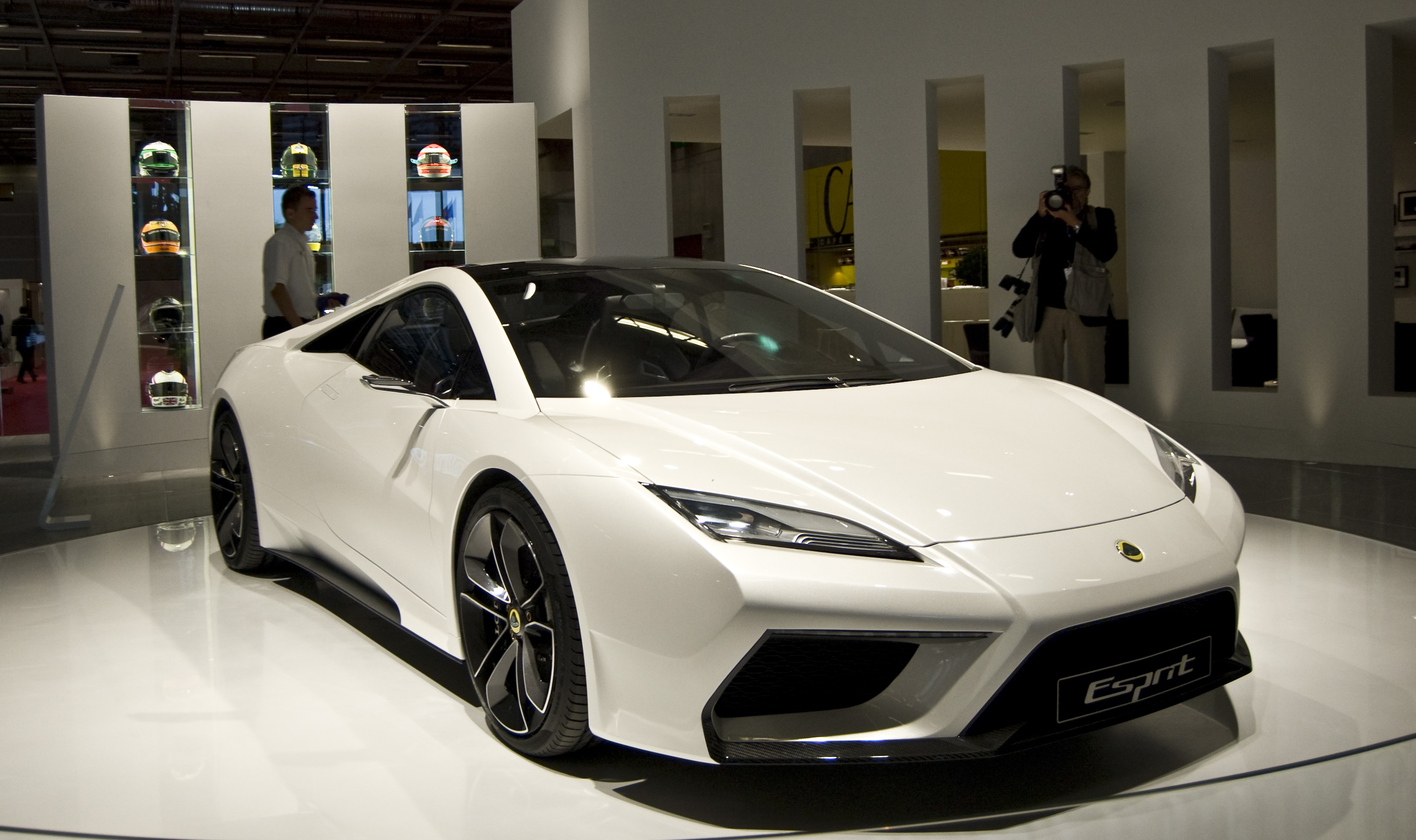
Lotus Esprit Concept (2010)

- 2003 : Lotus décide de stopper définitivement la fabrication de l'Esprit.
- 2004 : La dernière Esprit sort des chaînes de production le 20 février après 10 675 exemplaires produits, tous modèles confondus[1].
- 2009 : Une nouvelle « Esprit » devait voir le jour. Elle est finalement baptisée Lotus Evora.

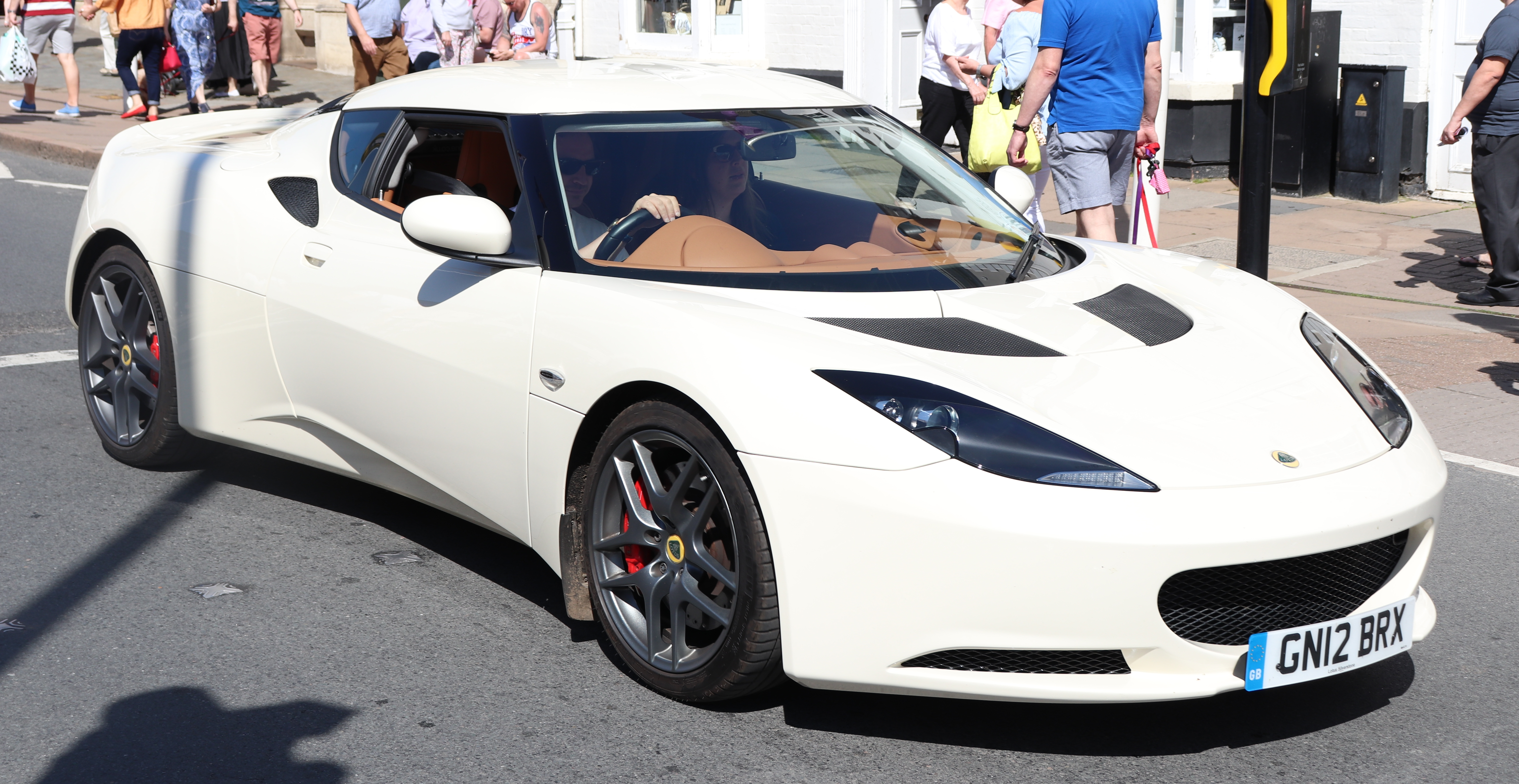
Lotus Evora (2009)

- 2010 : Le concept car « Lotus Esprit Concept » est présenté au mondial de l'Automobile de Paris.

## Tableau récapitulatif
Dans le tableau ci-dessous sont réunis les types, modèles, années de production et quantités produites,.
| Année | S1    | S2    | S2.2  | S3    | X180  | Turbo | S4 / S4s / GT3 | S300 | V8 / V8 GT | S350 | Production |
| ----- | ----- | ----- | ----- | ----- | ----- | ----- | -------------- | ---- | ---------- | ---- | ---------- |
| 1976  | 134   |       |       |       |       |       |                |      |            |      | 134        |
| 1977  | 580   |       |       |       |       |       |                |      |            |      | 580        |
| 1978  | 180   | 373   |       |       |       |       |                |      |            |      | 553        |
| 1979  |       | 474   |       |       |       |       |                |      |            |      | 474        |
| 1980  |       | 80    |       |       |       | 57    |                |      |            |      | 137        |
| 1981  |       | 134   | 31    | 20    |       | 116   |                |      |            |      | 301        |
| 1982  |       |       | 57    | 103   |       | 205   |                |      |            |      | 365        |
| 1983  |       |       |       | 84    |       | 343   |                |      |            |      | 427        |
| 1984  |       |       |       | 104   |       | 418   |                |      |            |      | 522        |
| 1985  |       |       |       | 127   |       | 324   |                |      |            |      | 451        |
| 1986  |       |       |       | 72    |       | 382   |                |      |            |      | 454        |
| 1987  |       |       |       |       | 78    | 384   |                |      |            |      | 462        |
| 1988  |       |       |       |       | 176   | 882   |                |      |            |      | 1 058      |
| 1989  |       |       |       |       | 90    | 787   |                |      |            |      | 877        |
| 1990  |       |       |       |       | 22    | 757   |                |      |            |      | 779        |
| 1991  |       |       |       |       |       | 125   |                |      |            |      | 125        |
| 1992  |       |       |       |       |       | 173   | 4              | 1    |            |      | 178        |
| 1993  |       |       |       |       |       | 62    | 233            | 25   |            |      | 320        |
| 1994  |       |       |       |       |       |       | 340            | 30   |            |      | 370        |
| 1995  |       |       |       |       |       |       | 377            | 8    |            |      | 385        |
| 1996  |       |       |       |       |       |       | 59             |      | 260        |      | 319        |
| 1997  |       |       |       |       |       |       | 102            |      | 177        |      | 279        |
| 1998  |       |       |       |       |       |       | 60             |      | 241        |      | 301        |
| 1999  |       |       |       |       |       |       | 13             |      | 158        | 39   | 210        |
| 2000  |       |       |       |       |       |       |                |      | 219        | 3    | 222        |
| 2001  |       |       |       |       |       |       |                |      | 101        |      | 101        |
| 2002  |       |       |       |       |       |       |                |      | 157        |      | 157        |
| 2003  |       |       |       |       |       |       |                |      | 119        |      | 119        |
| 2004  |       |       |       |       |       |       |                |      | 16         |      | 16         |
| Total | 2 919 | 2 919 | 2 919 | 2 919 | 2 919 | 5 021 | 1 188          | 64   | 1 441      | 42   | 10 675     |

## Au cinéma
- 1977 : L'Espion qui m'aimait, de Lewis Gilbert, avec Roger Moore dans le rôle de James Bond 007, Lotus Esprit Wet Nellie S1.
- 1981 : Rien que pour vos yeux, de John Glen, avec Roger Moore dans le rôle de 007. Lotus Esprit S3-Turbo.
- 1990 : Pretty Woman, de Garry Marshall, avec Julia Roberts et Richard Gere. Lotus Esprit SE.
- 1992 : Basic Instinct, de Paul Verhoeven, avec Sharon Stone et Michael Douglas. Lotus Esprit SE.

Elle devient célèbre avec sa version Lotus Esprit Wet Nellie S1 convertible en sous-marin de poche du film de James Bond L'Espion qui m'aimait de 1977. Elle fait alors une belle carrière au cinéma, avec notamment une nouvelle apparition aux mains de 007 dans Rien que pour vos yeux (S3 et S3 turbo), ou dans Basic instinct et Pretty woman (Esprit SE « Stevens »).

Lotus Esprit Wet Nellie sous-marin de poche de James Bond
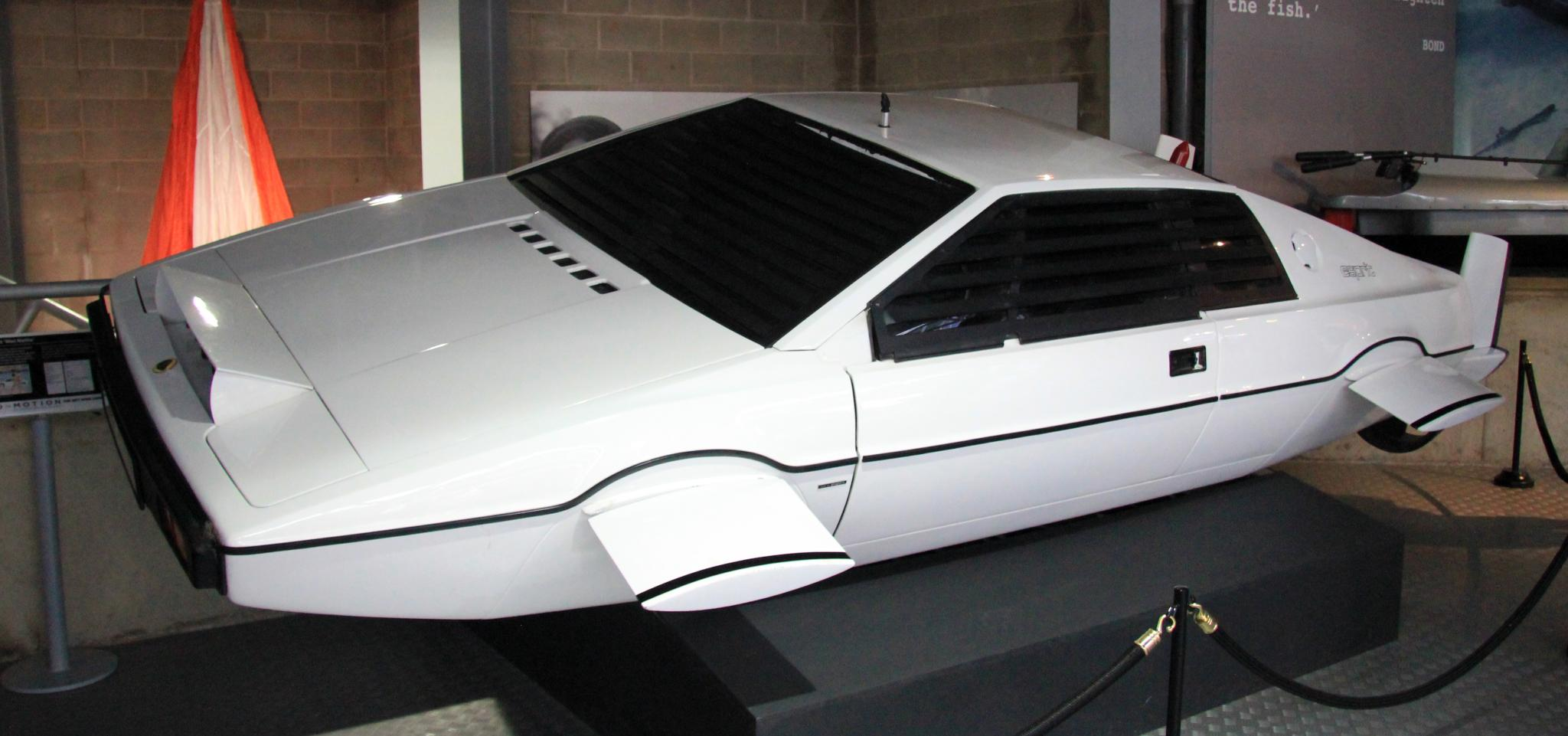
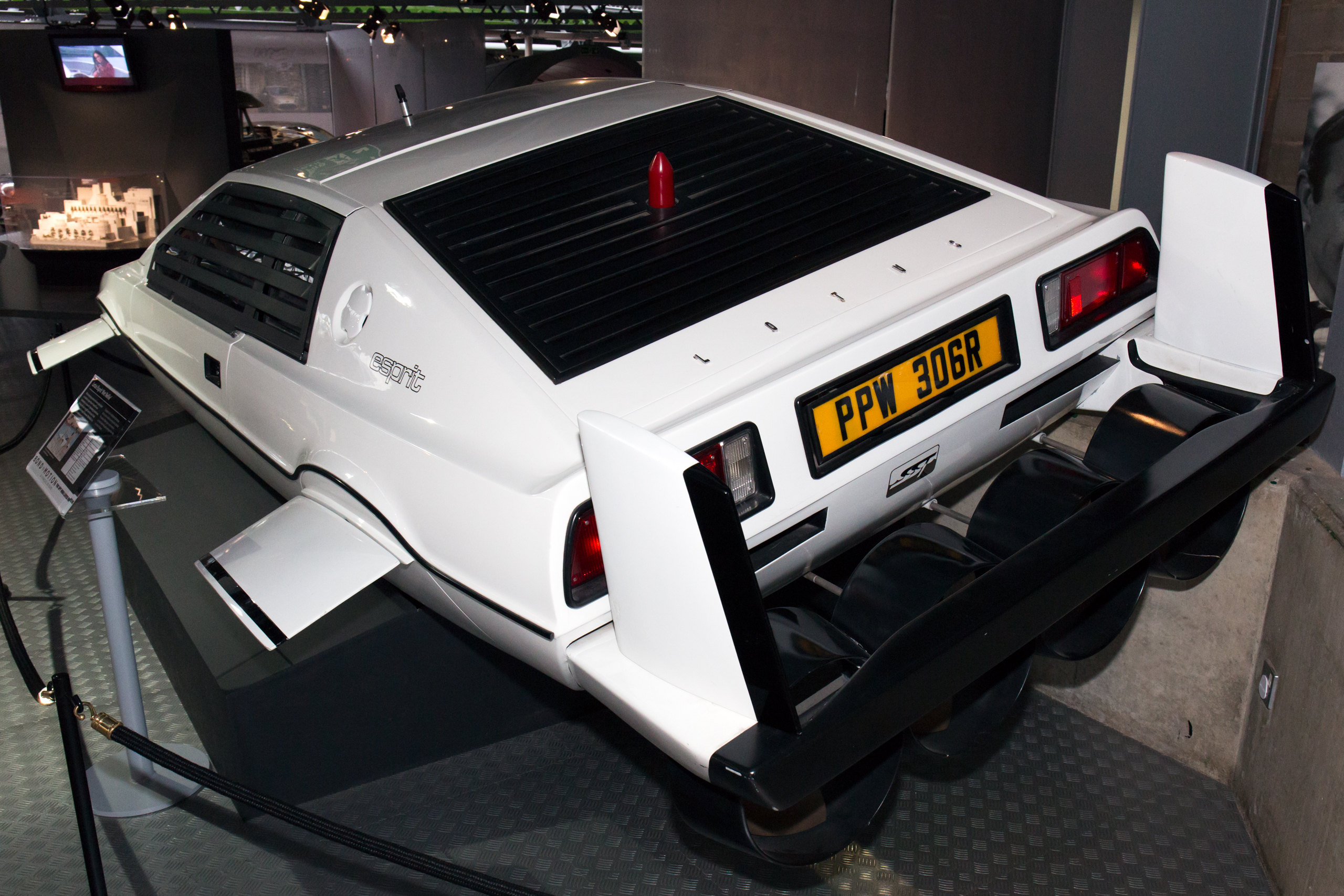
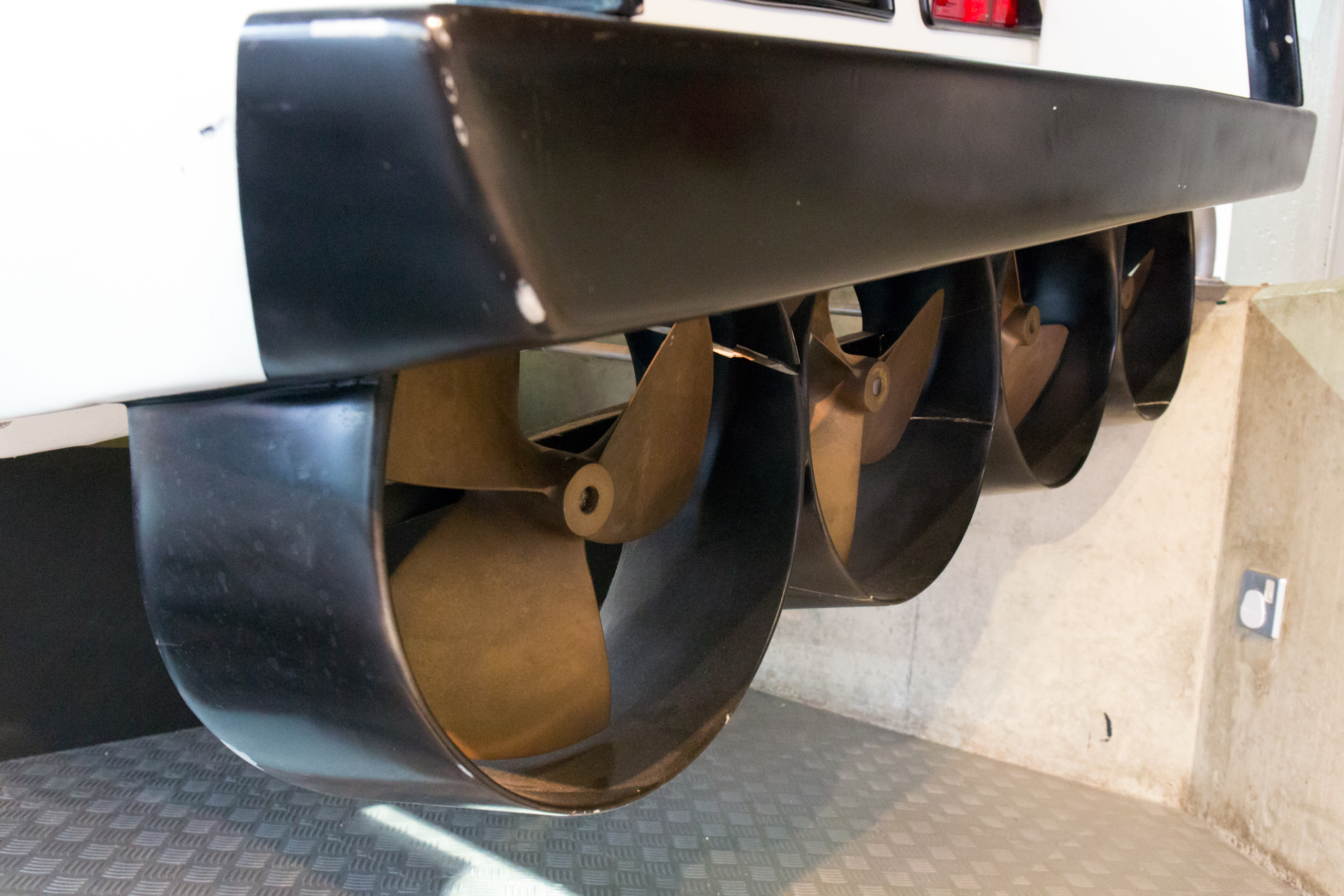
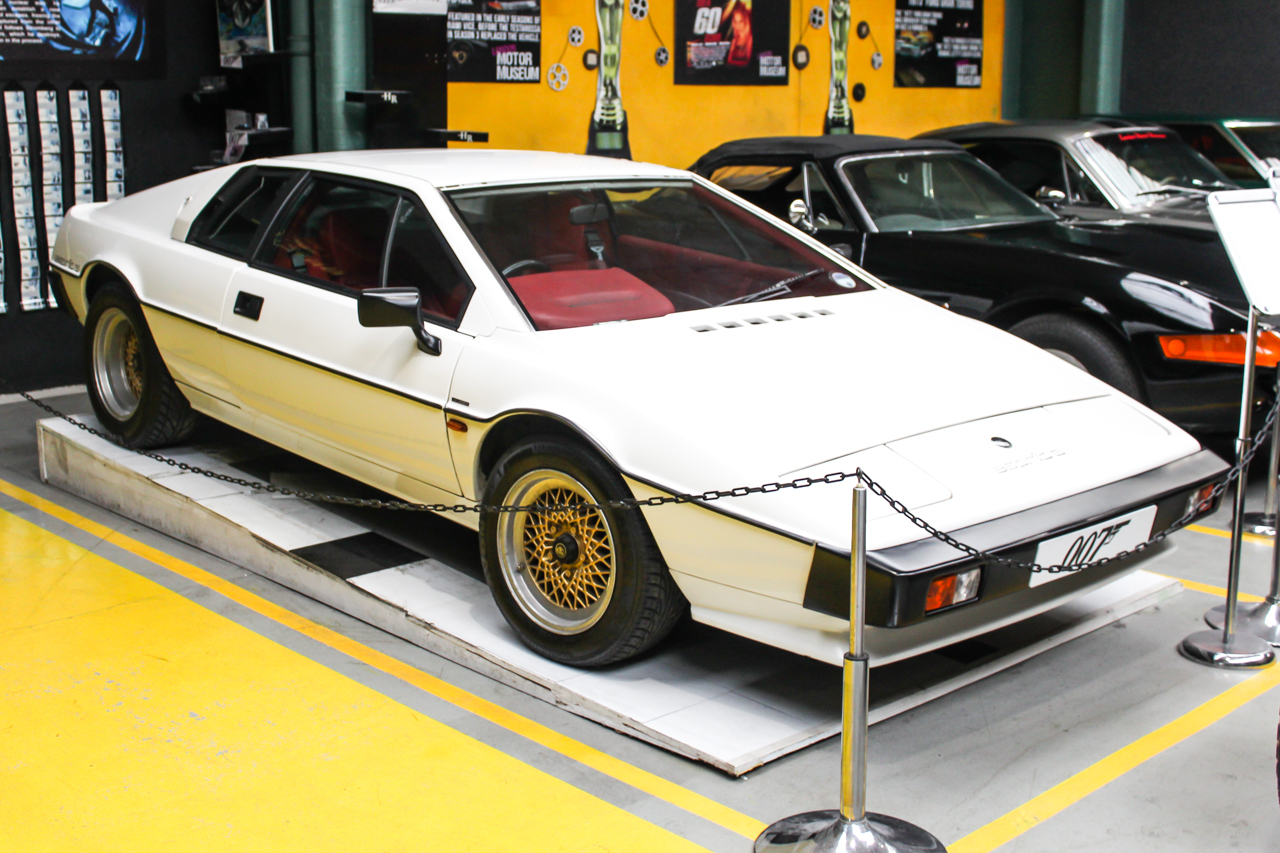

Fin 1978 la société EON Productions, détentrice des droits de l'oeuvre de Ian Fleming, remise la Lotus dans un hangar du port de New York. Après dix ans le loyer n'a plus été payé, alors le contenu du hangar a été mis aux enchères. Deux brocanteurs le rachètent pour 100 $ et y découvrent la Lotus Esprit Wet Nellie S1 immatriculée PPW 306R. Le 9 septembre 2013 la maison de vente Sotheby's de Londres l'adjuge pour 616.000 £ (997.000 $) à l'Américain Elon Musk, co-inventeur de PayPal, propriétaire de la marque de voitures électriques Tesla et de la société spatiale SpaceX . Il affirme alors qu'il va tout faire pour rendre le petit sous-marin autrefois développé par la firme Perry Oceanographics pour les besoins du film réellement transformable, en utilisant pour le système de traction électrique développé par Tesla pour ses automobiles.

## Dans les jeux vidéo
Un jeu vidéo de course édité par Gremlin Graphics Software sous licence de Lotus Cars, dont le premier épisode est sorti en 1990, met en scène l'Esprit Turbo SE : Lotus Esprit Turbo Challenge. 
Dans le jeu vidéo Grand Theft Auto: Online, La Stromberg, allusion au personnage de méchant Karl Stromberg du film L'Espion qui m'aimait, est directement inspiré de la Lotus Esprit.